# 尋夢園
尋夢園聊天室是台灣最早成立的網路聊天室，於1996年時，原是由大學生架設之個人網站，後發展出聊天聯盟，致力於發展能夠讓會員們彼此互動、盡情分享自我的平台，後於1999年至2000年期間建立尋夢園之品牌，成立尋夢園聊天室。2005年接管知名女性網站SheSay的經營權。2013年由留美歸國的娜米接手經營，並重整經營團隊，進行商業模式轉型，將尋夢園聊天室轉型為婚戀交友平台，之後相繼推出許多相關產品，如明星聊天室、eros主題派對、尋夢新聞、戀愛小秘書、MandarinGo快樂學中文等平台。娜米是二代創業家，致力於讓尋夢園集團品牌有更好的發展。尋夢園曾多次舉辦「尋夢園歌唱大賽」，吸引很多網友及歌手前來參與活動，在2016年所辦的「尋夢園歌唱大賽」最後由版友幸福涵兒@EK獲得歌唱大賽的冠軍。尋夢園也曾遭遇過中國大陸的封鎖。至今，尋夢園仍持續成長，並且不斷創新、改進，提供更好的服務給會員。

## 經歷
- 1996年：由大學生架設之聊天網站。
- 1999年：成立團隊，建立「尋夢園」之品牌。
- 2000年：「尋夢園聊天室」正式上線。
- 2004年：與6K、080等其他聊天室合併，成為全台最大的聊天室。
- 2005年：昱科網路(股)公司收購 SheSay，經營權轉移到尋夢園聊天室團隊。
- 2008年：成立「明星聊天室」。
- 2014年：成立「eros主題派對」。[5]
- 2018年：成立「尋夢新聞」。
- 2018年：成立「Mandaringo快樂學中文」。
- 2020年：建立「戀愛小秘書-娜米」團隊。[6] [7]

## 中國大陸封鎖
依據GreatFire測試，該網站在中國大陸被當局的防火长城封鎖，即當地網民無法正常訪問該網站，2022年8月或更早起被封鎖至今。

## 相關條例
- 網路聊天室

## 外部連結
- 尋夢園聊天室 （页面存档备份，存于）
- 戀愛小秘書-娜米 （页面存档备份，存于）
- eros主題派對 （页面存档备份，存于）